# 小行星6697
小行星6697（6697 Celentano）是一颗绕太阳运转的小行星，为主小行星带小行星。该小行星于1987年4月24日发现。

## 轨道参数
小行星6697的轨道半长轴为3.2270757 UA，离心率为0.064。